# Daur
Die Daur (auch: Dauren, Daguren, Daghuren, Dachuren u. a.; Eigenbezeichnung: Daor; chinesisch 達斡爾族 / 达斡尔族, Pinyin Dáwò’ěrzú; bis Anfang der 1950er Jahre zählten Teile von ihnen zu den „Solonen“ chinesisch 索倫, Pinyin Suòlún), sind eine der 56 offiziell anerkannten Nationalitäten der Volksrepublik China. Sie sprechen Daur (auch Dagur), eine Sprache aus der mongolischen Sprachfamilie. Nach der letzten Volkszählung im Jahr 2010 zählen sie 131.992 Menschen. Sie leben in der Inneren Mongolei (Hulun Buir, vor allem Morin Dawa), in Heilongjiang (Qiqihar, vor allem Meilisi, Youyi und Taha) und in Xinjiang (Tacheng).
Sie gelten als Abkömmlinge der Kitan und lebten bis zum 17. Jahrhundert am Fluss Schilka. Nach ihnen ist die Region Daurien benannt.